# 玉楼春晓
《玉樓春曉》古琴曲，此曲僅見於《梅庵琴譜》。全曲表現了春氣氤氳曉風澹蕩中有一所精美的樓臺，樓上人的情懷，樓外物的景色，都充滿着開闊鮮明的氣象，曲意極綺麗，音韻很悠揚，是一個愉快輕鬆的曲調。
其中，第三段中間抹挑七弦單音的演繹，彷若一位青衣出場獨白，心事娓娓道來，襯著這樓臺美景春光媚明，頗有一翻畫面。